# Das Millionentestament (1911)
Das Millionentestament (Originaltitel Millionobligationen, auch Milliontestamentet bzw. Sherlock Holmes) ist ein dänischer Detektivfilm mit Alwin Neuss in der Hauptrolle als Sherlock Holmes.

## Handlung
Sherlock Holmes entlarvt einen betrügerischen Arzt, der ein Testament stehlen ließ.

## Hintergrund
Produziert wurde der Film von der Nordisk Film (Nr. 715) in einem Akt auf 300 bzw. 375 Metern, dies entspricht ca. 16 bzw. 21 Minuten. In den USA lief der Film unter dem Titel The Stolen Legacy. Die US-Verleihfirmen waren die Motion Picture Distributors and Sales Company und der Importeur die Great Northern Film Company.
Die Uraufführung in Dänemark war am 14. Januar 1911, in Deutschland vom 7. bis 10. April 1911 am Apollo-Theater in Görlitz und am 22. April 1911 in den USA.